# Rahim
Rahim (arabisch رَحيم) (im englischen Sprachraum auch Raheem) ist ein Name. Er tritt als männlicher Vorname persischen Ursprungs mit der Bedeutung Beständige Barmherzigkeit; der Barmherzige, der Allmächtige, Gott, und als Nachname auf. Der Name geht zurück auf Ar-Rahim, einen der 99 Namen Allahs, und kommt unter anderem auch im Türkischen vor. Die arabische weibliche Variante lautet Rahima, die türkische Rahime.

## Namensträger

### Regenten
- Muhammad Rahim I. († 1825), Khan des Khanats Chiwa

### Vorname
- Rahim (Sklavin) (geb. im 8. Jahrhundert, gest. im 8. oder 9. Jahrhundert), Sklavin und Konkubine
- Rahim Ademi (* 1954), kroatischer General albanischer Abstammung
- Rahim Aliabadi (* 1943), iranischer Ringer
- Rahim Ayew (* 1988), ghanaischer Fußballspieler
- Rahim Bakhsh (~1921–2001), afghanischer Sänger und Musiker
- Rahim Burhan (* 1949), mazedonischer Theaterregisseur
- Raheem DeVaughn (* 1975), US-amerikanischer R&B- und Neo-Soul-Sänger
- Rahim Ememi (* 1982), iranischer Straßenradrennfahrer
- Abdul Rahim Hatef (1925–2013), afghanischer Politiker
- Rahim Jahani (~1947–2014), afghanischer Sänger und Musiker
- Abdul Rahim Khan-e-Khanan (~1557–1627), Feldherr und Dichter im Mogulreich
- Raheem Adewole Lawal (* 1990), nigerianischer Fußballspieler
- Raheem Morris (* 1976), US-amerikanischer American-Football-Trainer
- Rahim Ouédraogo (* 1980), burkinischer Fußballspieler
- Yahya Rahim Safavi (* 1958), Kommandeur der Iranischen Revolutionsgarde
- Rahim Schmidt (* 1959), deutscher Politiker
- Raheem Shaquille Sterling (* 1994), englisch-jamaikanischer Fußballspieler
- Raheem Ramlan Tuwan Gafoor (* 1979), sri-lankischer Fußballspieler
- Abdul Rahim Wardak (* 1940), afghanischer Politiker und ehemaliger General

#### Form Rahime
- Rahime Tekin (* 1998), türkische Leichtathletin

### Familienname
- Al-Malik al-Rahim, Emir, letzter Herrscher der Buyiden im Irak
- Danny Rahim (* 1986), britischer Schauspieler
- Emmanuel Rahim (1934–2022), US-amerikanischer Jazzmusiker
- Esther Rahim (1904–1963), deutsch-pakistanische Malerin
- Ğamāl Abd al-Rahīm (1924–1988), ägyptischer Komponist und Musikpädagoge
- Haroon Rahim (* 1949), pakistanischer Tennisspieler
- Ibrahim Abdel Rahim (* 1982), ägyptischer Fechter
- J. Abdur Rahim, pakistanischer Diplomat in Europa
- M. Abdur Rahim (* 19**), kanadischer Wirtschaftswissenschaftler
- Maizurah Abdul Rahim (* 1999), bruneiische Sprinterin
- Malik Rahim (* 1948 als Donald Guyton), US-amerikanischer Politiker
- Mohamed Aman Rahim (* 1996), bruneiischer Fußballspieler
- Mohammed Naim Rahim (* 19**), afghanischer Gefangener in der Guantanamo Bay Naval Base
- Mohammed Rahizam Abdul Rahim (* 1966), malaysischer Tennisspieler
- Mohd Safiq Rahim (* 1987), malaysischer Fußballspieler
- Muhammed Rahim (* 19**), afghanischer Gefangener in der Guantanamo Bay Naval Base
- Mushfiqur Rahim (* 1987), bangladeschischer Cricketspieler
- Safiq Rahim (* 1987), malaysischer Fußballspieler
- Shaaban Abdel Rahim (* 19**), ägyptischer Popsänger
- Shareef Abdur-Rahim (* 1976), US-amerikanischer Basketballspieler
- Tahar Rahim (* 1981), französischer Schauspieler
- Tobias Rahim (* 1989), dänisch-kurdischer Sänger